# 대한시설강령
대한시설강령(對韓施設綱領)은 러일전쟁이 한창 진행 중이던 1904년 5월 31일, 일본제국이 대한제국으로부터 획득한 이권을 더욱 강화하기 위해 일본정부가 작성한 문서다.
이 문서의 주내용은 한일의정서에서 획득한 일제의 이권을 더욱 강화하고 대한제국을 식민지화 하기 위해 6개항의 구체적인 방침을 담고있는 일본내각의 문서이다.
대한방침(對韓方針)이라고도 불린다.

## 개요
일제는 1904년 2월 23일에 한일의정서를 강요하여 체결하였는데, 대한제국의 내정과 외교에 간섭하여 대한제국을 보호국화시킨다.
이토 히로부미는 한일의정서를 바탕으로 앞으로의 구체적인 침략 방침과 그 대책을 마련하고자 동년 3월 17일에 내한하였고, 그는 10일 동안 체류하며 대한제국의 실정을 널리 검토하고 특히 당시의 일본공사 하야시 곤스케가 제시한 「대한사견개요」를 근거로 「대한방침((對韓方針)」, 대한시설강령(對韓施設綱領)」을 수립한 다음 귀국하여 일본 정부의 각료회의에 건의, 동년 5월말에 일제는 이를 시책으로 확정시키게된다.

## 전문
1. 군사적으로 일본군의 영구 주둔과 군략상 필요한 지점을 신속히 수용할 것.
2. 외정을 감독하여 외교권을 장악할 것.
3. 재정을 감독하여 징세법과 화폐제도 개량을 일본 고문관주도로 진행할 것.
4. 교통기관 특히 경의선, 경부선을 장악할 것.
5. 통신기관 특히 전신선을 장악할 것.
6. 척식을 실시하여 일본인 농민들을 이주시킬 것.

## 같이 보기
- 러일 전쟁
- 고문정치(顧問政治)
- 한일의정서